# Batalla de Gra
|  | No s'ha de confondre amb batalla del gra. |

La batalla de Gra va ser un fet d'armes que es va produir als voltants del poble de Gra, un petit nucli agregat al municipi de Torrefeta i Florejacs, a la Segarra, el dia 12 de juny de 1837 en el curs de l'anomenada Expedició Reial, durant la Primera Guerra carlina.

## Antecedents
L'Expedició Reial, organitzada pel pretendent al tron d'Espanya Carles Maria Isidre de Borbó, tenia la finalitat d'arribar a Madrid des del nord creuant la península. Estava constituïda per les millors tropes de l'exèrcit carlí.
Els 16 batallons d'infanteria i els 4 esquadrons de cavalleria sortiren d'Estella el 15 de maig en direcció a l'Alt Aragó, amb la intenció de passar seguidament a Catalunya. El 20 de maig van travessar el riu Aragó, arribant a Osca l'endemà, vencent les tropes liberals del general Miguel María Iribarren, que va morir poc després, i el 27 van arribar a Barbastre, on van vèncer les forces del general Oráa el 2 de juny, i aquest els encalçà de nou en la travessa del Cinca.

## Batalla
Tot i disposar de bones posicions sobre les forces del general cristí Ramon de Meer, l'artilleria cristina els atacà amb duresa i l'ala dreta dels carlins defensada pel capitost Ros d'Eroles s'esfondrà davant els atacs de Diego de León y Navarrete i la cavalleria de José Concha. Tanmateix, Pirala refereix com a causa de la derrota les dissensions entre diferents membres de l'Estat Major carlí. La derrota els provocà unes 400 baixes (unes 2.000 segons Pirala) i hagueren de continuar en direcció a Biosca.

## Conseqüències
La batalla de Gra va ser la primera derrota seriosa dels legitimistes de l'Expedició Reial després de la seva victòria a la batalla de Barbastre. Finalment, creuà l'Ebre per Xerta perseguida per les tropes liberals, atacant Castelló, i acabant sent derrotats a la batalla de Xiva. Tanmateix, després d'obtenir una brillant victòria a Villar de los Navarros sobre un exèrcit isabelí, l'expedició va seguir sense trobar grans obstacles fins a les portes de Madrid. En una decisió militar que generaria grans debats entre els historiadors, els carlins no van realitzar cap intent d'ocupar la capital, iniciant la retirada als territoris des d'on havien sortit.